# ベルンの戦い (1954 FIFAワールドカップ)
ベルンの戦い（ベルンのたたかい）とは、1954 FIFAワールドカップの準々決勝で行われたハンガリー対ブラジルの試合の通称。当時世界最強と言われたマジック・マジャールことハンガリー代表とブラジル代表との対戦カードが組まれたことにより世界中の注目を集めたが、3人が退場処分になるなど荒れた展開となった。

## 背景
当時のハンガリー代表は革新的な戦術を用いてヨーロッパサッカー界を席巻していた。マンマークが主流であった中、後のオランダのトータルフットボールの原型ともいえる戦術で相手ディフェンスを崩壊させ攻撃力を発揮するというものであった。事実その強さで4年間もの間無敗を維持していた。グループステージでは韓国に9-0、西ドイツに8-3という内容であったが、西ドイツ戦でエースのフェレンツ・プスカシュが負傷し、次戦の欠場を余儀なくされた。
一方のブラジルも伝統的な攻撃スタイルで観客を魅了した。グループステージにてメキシコを5-0で破ったがユーゴスラビアには1-1で引き分けた(抽選で1位通過が決定)。
当時の決勝トーナメントでは、グループステージで同じ順位になったチーム同士が対決するというものであったため、ハンガリー対ブラジルが実現した。

## 概要
試合はスイス、ベルンのバンクドルフ・スタジアムで雨の中行われた。開始4分にヒデクチ・ナーンドルが先制点を挙げると、その3分後にもシャーンドル・コチシュが得意のヘディングシュートで得点し、ハンガリーが2点を奪う展開となった。その後、18分にブラジルがPKを獲得。これを決め2-1のスコアで前半を終えた。
後半60分にハンガリーもPKを獲得し3-1とリードを広げたが、エースのプスカシュが不在にもかかわらずリードを奪えないブラジル側の選手の動きが荒くなっていった。さらに「非公式の決勝戦」という認識が両チームにはあったためゴールが決まるたびに両者はそれぞれの相手サポーターを煽り、試合は常に緊張した空気に包まれていた。65分にジュリーニョがミドルシュートを決め1点差に詰め寄ったが、ニウトン・サントスがボジク・ヨージェフに悪質なファウルを見舞ってしまい両者の間で殴り合いが勃発。そのまま二人は退場となった。その後はブラジルの猛攻が続き、クロスバー直撃やGKグロシチ・ジュラのビッグセーブなど一時見所のある展開にはなったものの、79分にはウンベルトがローラーント・ジュラに蹴りを入れてしまい一発退場。88分にはコチシュが自身2点目となるヘディングシュートを決めスコアを4-2としたことにより試合は決着した。ファウル42回、警告4回、退場3回という内容であった。
試合が終わった後もブラジルの選手がハンガリーのロッカールームに押しかけ、関係者をも巻き込み喧嘩を始めるなど後味の悪い結果となった。

## 試合
| ハンガリー                                                 | 4–2      | ブラジル                                           |
| ---------------------------------------------------------- | -------- | -------------------------------------------------- |
| ヒデクチ 4分 · コチシュ 7分, 88分 · ラントシュ 60分 (pen.) | レポート | ジャウマ・サントス 18分 (pen.) · ジュリーニョ 65分 |

| GK                     | 1  | グロシチ・ジュラ           |      |
| DF                     | 2  | ブザーンスキー・イェネー   |      |
| MF                     | 3  | ローラーント・ジュラ       |      |
| DF                     | 4  | ラントシュ・ミハーイ       |      |
| DF                     | 5  | ボジク・ヨージェフ         | 71分 |
| MF                     | 6  | ザカリアーシュ・ヨージェフ |      |
| FW                     | 7  | トート・ヨージェフ         |      |
| FW                     | 8  | シャーンドル・コチシュ     |      |
| FW                     | 9  | ヒデクチ・ナーンドル       |      |
| FW                     | 11 | チボル・ゾルターン         |      |
| FW                     | 20 | ミハーイ・トート           |      |
| 監督:                  |    |                            |      |
| シェベシュ・グスターヴ |    |                            |      |

| GK             | 1  | カスチーリョ       |      |
| DF             | 2  | ジャウマ・サントス |      |
| DF             | 3  | ニウトン・サントス | 71分 |
| DF             | 4  | ブランドンジーニョ |      |
| MF             | 5  | ピニュイロ         |      |
| MF             | 6  | バウエル           |      |
| FW             | 7  | ジュリーニョ       |      |
| FW             | 8  | ジジ               |      |
| FW             | 9  | バウタザール       |      |
| FW             | 17 | マウリーニョ       |      |
| FW             | 18 | ウンベルト         | 79分 |
| 監督:          |    |                    |      |
| ゼゼ・モレイラ |    |                    |      |

| 副審: ウィリアム・リング レイモン・ウィスリング |

## 評論
- 試合を裁いた主審のアーサー・エリスは、「私は試合前、これは今まで見てきたサッカーの試合の中で最高のゲームになると思っていた。この試合を担当出来ることを光栄に思っていた。しかし残念なことにそうはならなかった。試合中、選手たちはまるで動物のように本能のまま暴れ回った。それは恥ずべきことだと思うし、間違っていると思う。私に出来たことはその試合をなるべく早く終わらせることだけだった」と語った。[2]
- 翌日タイムズ紙は、「こんなに残酷な試合は観たことがない」と綴った。

## その後
- ハンガリーは続く準決勝でそれまでワールドカップで無敗を続けていたウルグアイを下し決勝に駒を進めた。決勝の相手はグループステージにて8-3と破った西ドイツであったが、1位通過という疲労の蓄積のためか準優勝という結果に終わった。
- ブラジルは前回大会のマラカナンの悲劇から立ち直るべくこの大会に臨んでいたが、またしても悪い意味で有名になった。しかし、4年後の1958 FIFAワールドカップでのペレの登場により黄金期を築き上げていくこととなる。